# Polaris MRZR 4
A Polaris MRZR 4 az amerikai Polaris Industries cég által gyártott MRZR 4 egy könnyű terepjáró jármű, amelyet a világ számos különleges alakulata alkalmaz. A 4–6 főt szállítani képes járművekből a Magyar Honvédség 12 darabot szerzett be 2018-ban.

## Kialakítás és jellemzők
A könnyű, csővázas 4×4-es meghajtású terepjáró tömege mindössze 867 kg. A típus nevében a 4-es szám az ülések számára utal, a jármű hátsó platóján további két főt képes szállítani hátra felé néző ülésekben. A jármű páncélzattal nem rendelkezik, ellenben szinte bármilyen közepes helikopterrel szállítható belső vagy külső (függesztett) rakományként. Teherszállító repülőgépekből akár ejtőernyővel is célba juttatható. A bukócsövek lehajtásával a jármű magassága 1,52 m-re csökken, így kisebb légi járművekbe is befér.
Hasznos terhelése 680 kg. Speciális kétkerekű terepjáró utánfutóval további 454 kg terhet vihet magával. A járművet 3 hengeres 875 cm³-es Polaris ProStar 900 benzinmotor hajtja, amely 88 LE-s teljesítményt ad le egy automata váltón keresztül. A járműnek dízel motoros változata is létezik MRZR D4 jelzéssel.

A dízelmotoros változat 80%-kal nagyobb hatótávolsággal rendelkezik, mint a benzines, amelynek hatótávolsága mintegy 250 km.

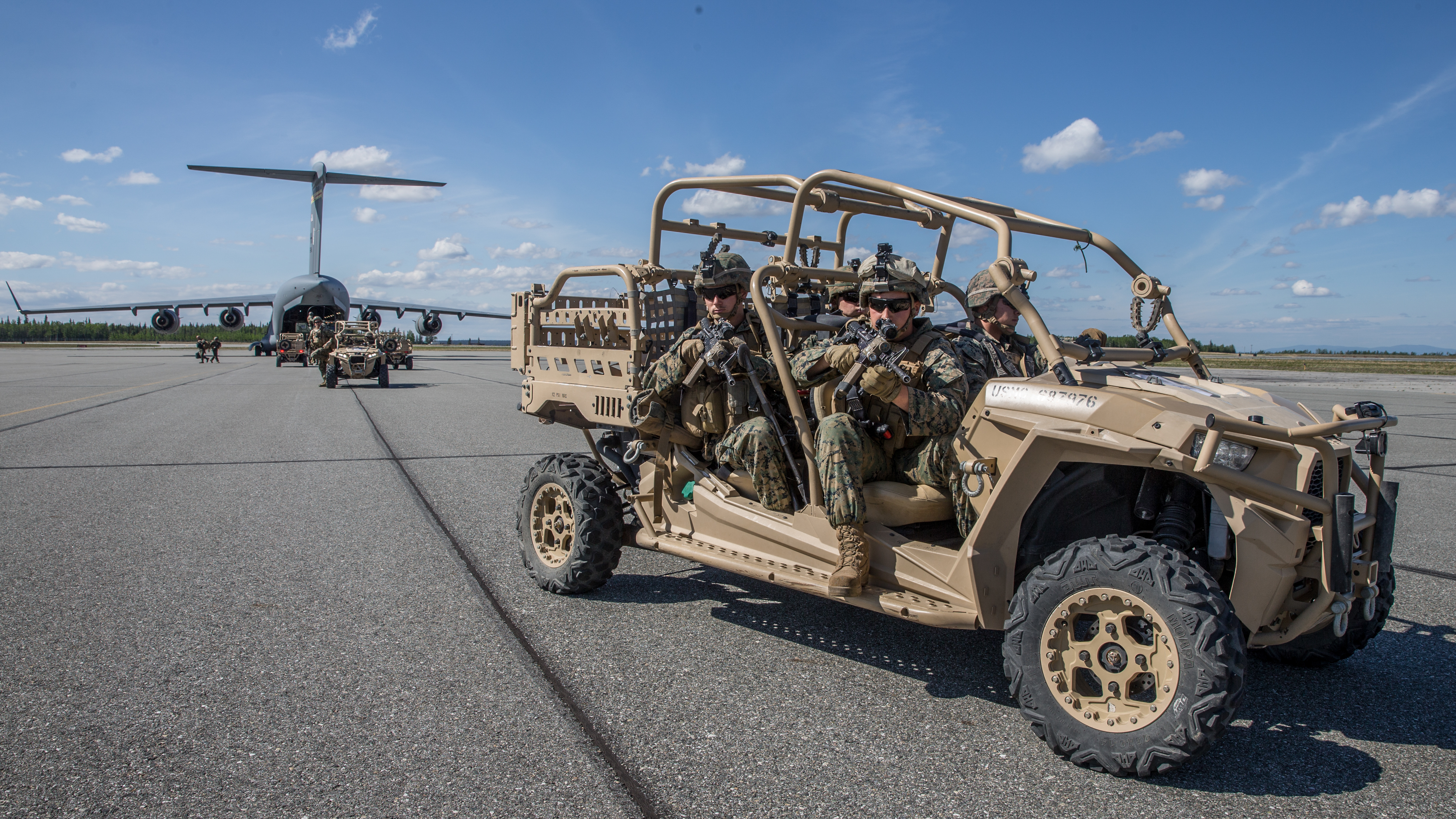
Egyenesen a repülőből kigördülő tengerészgyalogosok MRZR-4-esen
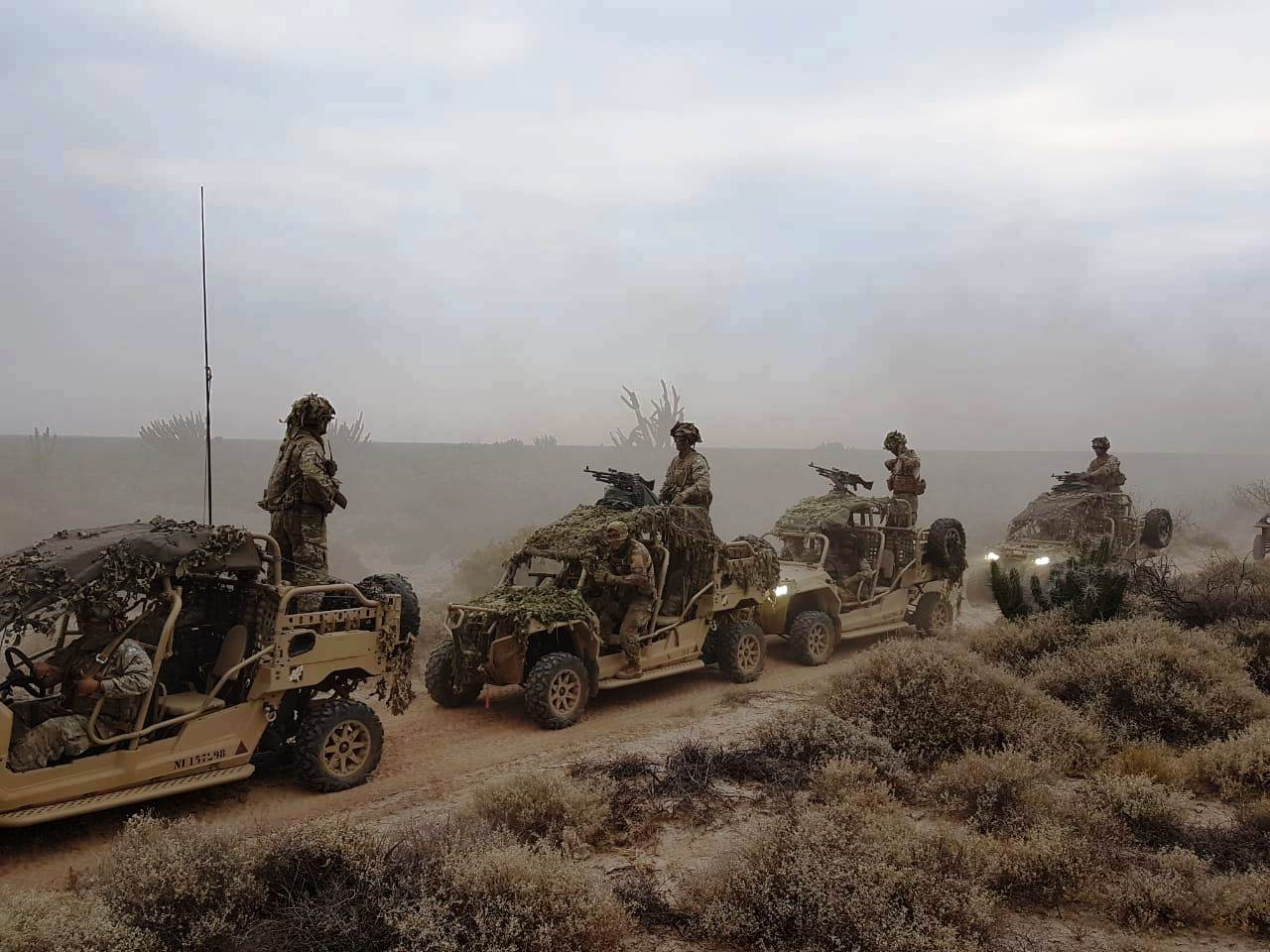
Az Argentin Hadsereg felfegyverzett "homokfutói"
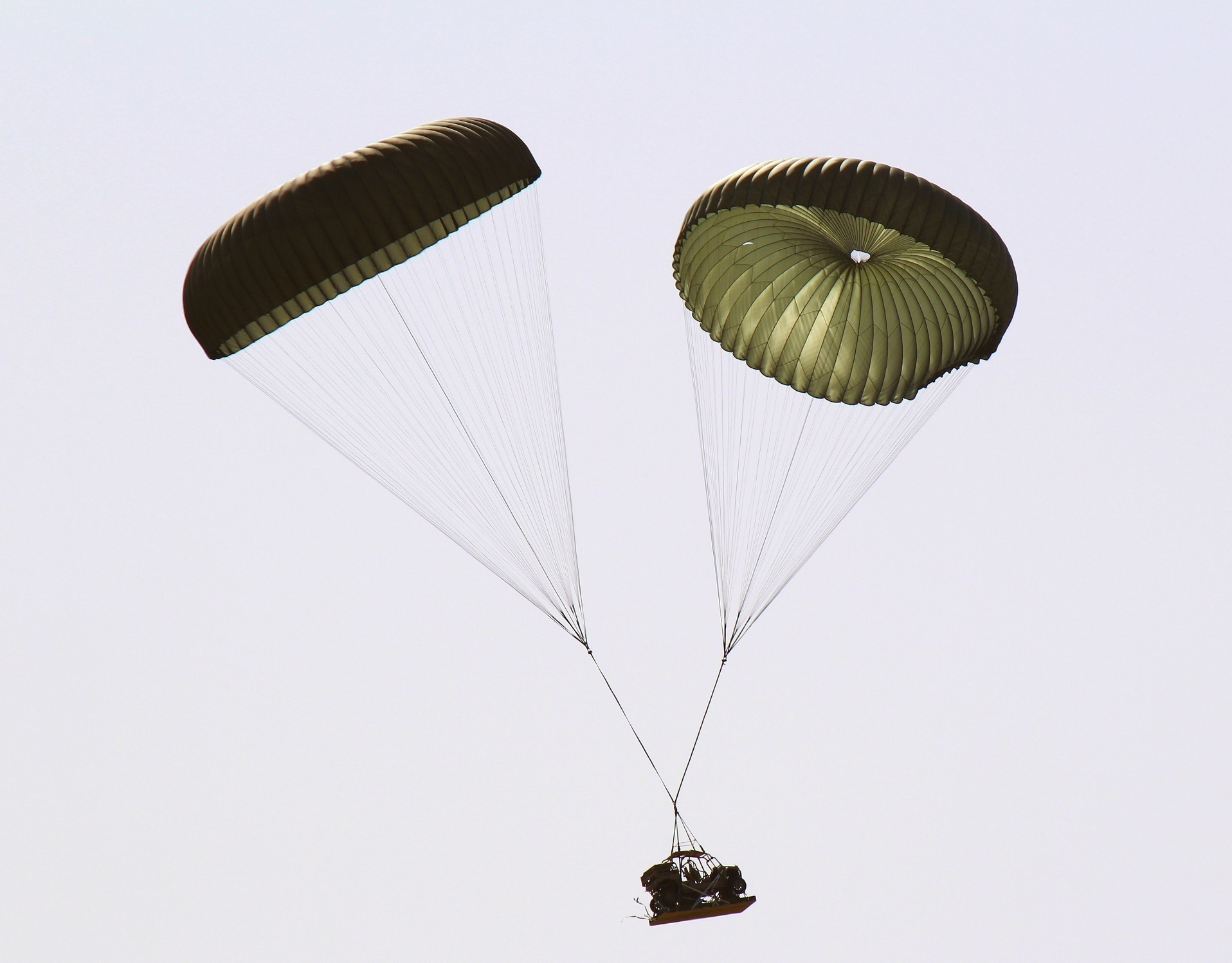
Ejtőernyővel kijuttatott MRZR-4
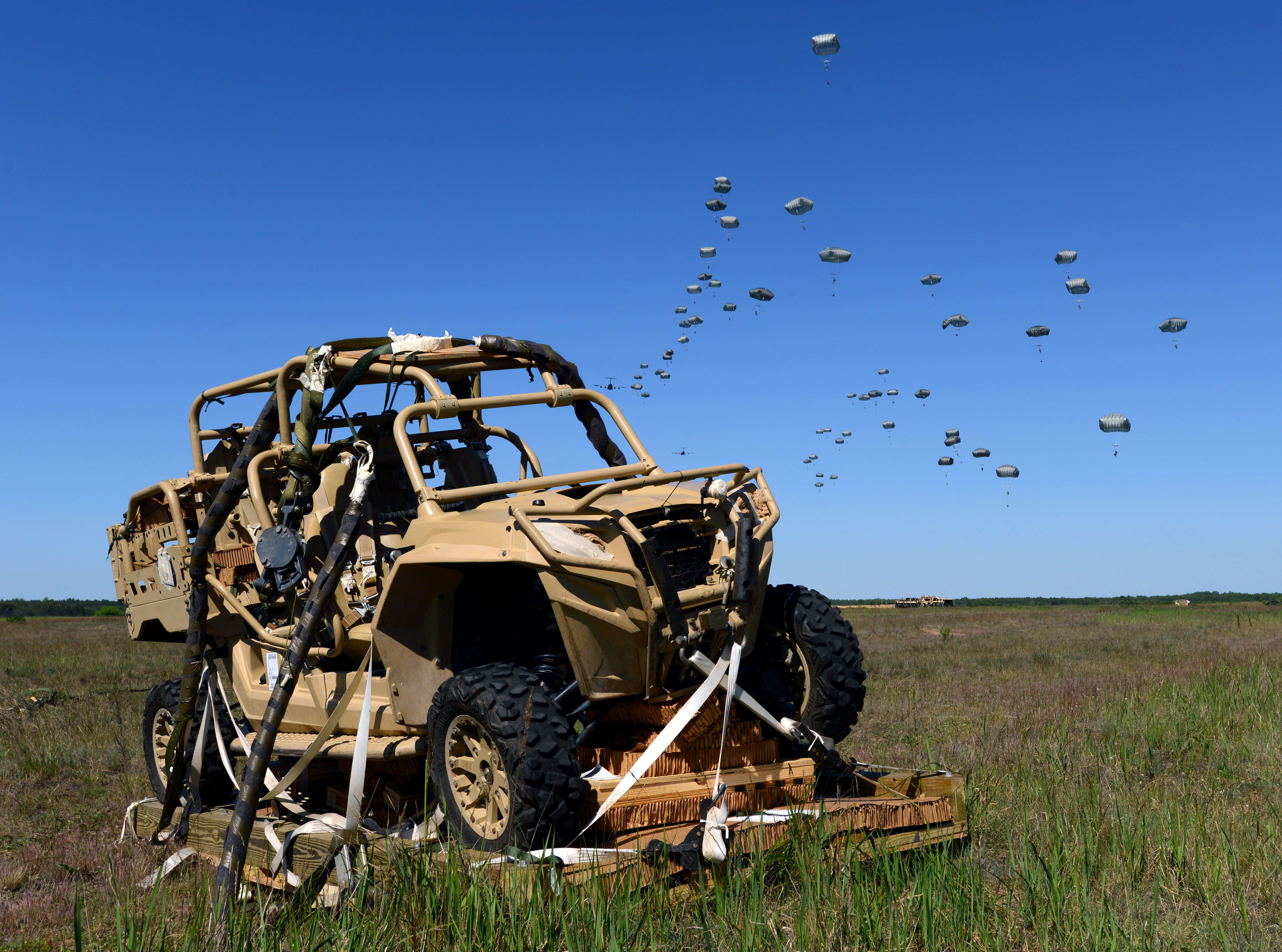
Földetért MRZR-4

## Rendszeresítő országok
- Amerikai Egyesült Államok - 2015-ös hír szerint 2050 darabot rendelt az USA hadereje számára.[1]
- Argentína
- Kanada
- Magyarország – A MH vitéz Bertalan Árpád 1. Különleges Műveleti Dandár számára 12 darab MZRZ 4 jármű került átadásra 2018 márciusában.[2]
- Portugália